# Група могил (Олександрівка)
Група могил радянських воїнів: 2 братські могили в с. Олександрівка Покровського району Дніпропетровської області — пам’ятка  історії місцевого значення, державний охоронний № 822-Дп.

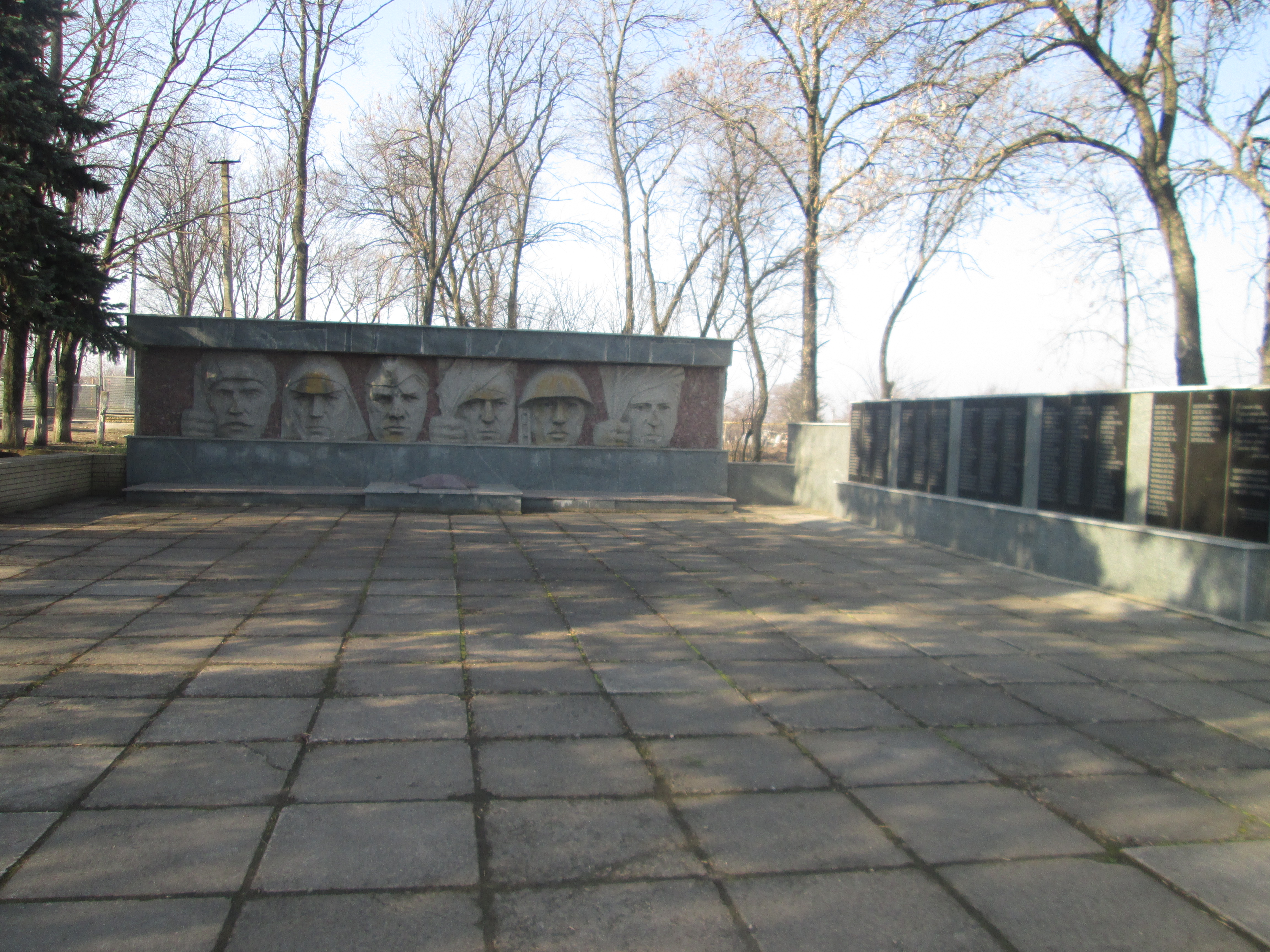

Поховання  відноситься до періоду Другої світової війни (1943 рік).
У 1957 році на місці поховання загиблих воїнів було створено меморіал, а у 1978 році — проведена його капітальна реконструкція.
Автори проекту — архітектори В. Б. Декальчук та Б. С. Дьяконов.
Пам’ятка знаходиться в центрі села Олександрівка в парку біля будинку культури, вул. Транспортна (Кірова), 5.
Братські могили загиблих воїнів представляють собою два земляні насипи, обгороджені бордюрами. Перед могилами, на підвищенні, знаходиться п’ять гранітних плит з викарбованими на них іменами загиблих воїнів та словами посвяти.
На  барельєфі меморіалу зображено шість облич воїнів періоду Громадської  та  Другої світової війни. Внизу під барельєфом розташований пальник «Вічного вогоню» у вигляді п’ятикутної зірки.
З правого боку меморіалу знаходиться 15 стел, які сформовані в 5 блоків (по 3 стели в блоці). На 14 стелах викабровано прізвища загиблих односельчан, а на одній — слова посвяти. Стели виготовлені з чорного граніту. Зліва від барельєфу знаходиться  стіна — підмурок з кислотної цегли.